# 金瓯半岛
金瓯半岛（越南语：／）是位于越南最南端的半岛，其行政上属于金瓯省，西面濒临泰国湾，东面是南海。金瓯半岛土地轮廓呈三角形，平均海拔约7英尺。